# Avenue de la Porte-de-la-Chapelle
L'avenue de la Porte-de-la-Chapelle est une voie du 18e arrondissement de Paris, en France.

## Situation et accès
L'avenue de la Porte-de-la-Chapelle est une voie  située dans le 18e arrondissement de Paris. Elle débute  boulevard Ney et se termine avenue du Président-Wilson à Saint-Denis.

## Origine du nom

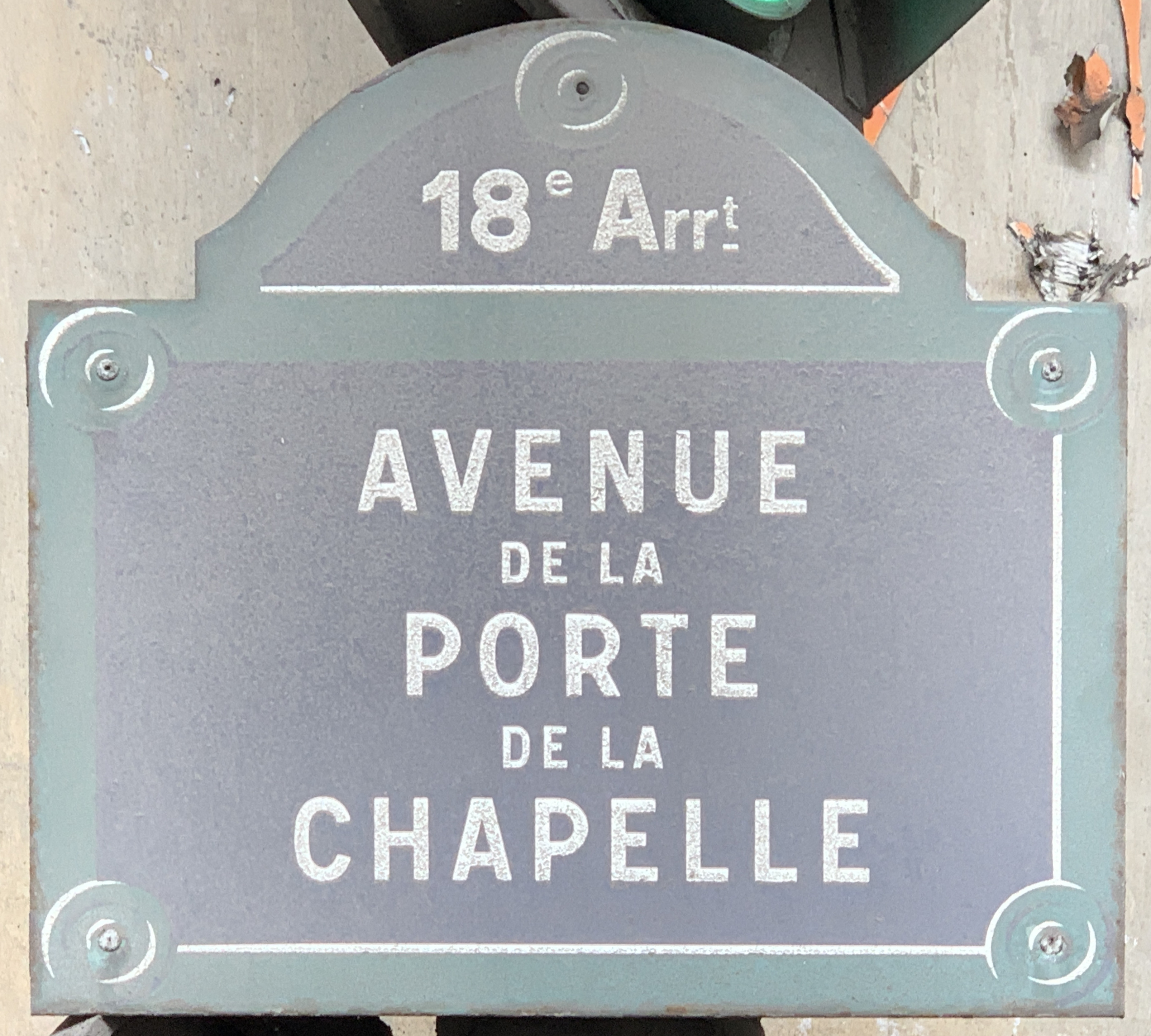
Plaque de l'avenue.

Elle porte ce nom car elle est située en partie sur l'emplacement de l'ancienne porte de la Chapelle de l'enceinte de Thiers à laquelle elle mène.

## Historique
La voie a été créée en 1931. La partie située entre le boulevard Ney et la limite des fortifications a été aménagée entre les bastions nos 33 et 34 de l'enceinte de Thiers. Le prolongement faisait partie de l'avenue de Paris à Saint-Denis et a été annexé par la ville de Paris en 1930.